# Gerhard Brügger
Gerhard Brügger (Bern, 1953), is een Zwitsers militair en diplomaat.
Gerhard Brügger is heimatberechtigt in Frutigen (kanton Bern) en trad in 1984 in dienst van het Departement van Buitenlandse Zaken. Hij werd als diplomaat uitgezonden naar Marseille, Djedda, Ammam (tijdelijk) en Londen. Nadien werkte hij op het Departement van Buitenlandse Zaken in de stad Bern.
Gerhard Brügger was ook als militair waarnemer van de Verenigde Naties (VN) actief in het voormalige Joegoslavië.
Gerhard Brügger werd in december 2004 als opvolger van generaal-majoor Adrien Evéquoz tot hoofd van de Zwitserse delegatie bij de Neutrale Wapenstilstandscommissie in Panmunjeom (Korea) benoemd. Hij verkreeg hiervoor de rang van generaal-majoor.

## Voetnoten
1. ↑  Ingesteld op 27 juli 1953 om toe te zien op de naleving van het wapenstilstandsverdrag tussen Noord- en Zuid-Korea